# Cucullia lychnitidis
Cucullia lychnitidis là một loài bướm đêm trong họ Noctuidae.